# Batis poensis
El batis de Fernando Poo (Batis poensis) es una especie de ave paseriforme de la familia Platysteiridae.

## Subespecies
Existen 2 subespecies (según IOC y Zoonomen):
- Batis poensis occulta: desde Sierra Leona hasta Gabón.
- Batis poensis poensis: isla de Fernando Poo (golfo de Guinea).

## Distribución geográfica
Es endémica de la isla de Fernando Poo, Guinea Ecuatorial.